# Volta a Llombardia 1978
La Volta a Llombardia 1978 fou la 72a edició de la clàssica ciclista Volta a Llombardia. La cursa es va disputar el diumenge 7 d'octubre de 1978, sobre un recorregut de 266 km. El vencedor final fou l'italià Francesco Moser, per davant de Bernt Johansson i Bernard Hinault.

## Classificació general
|    | Ciclista                 | Equip                     | Temps      |
| -- | ------------------------ | ------------------------- | ---------- |
| 1  | Francesco Moser          | Sanson-Campagnolo         | 6h 48' 00" |
| 2  | Bernt Johansson          | Fiorella-Mocassini        | m. t.      |
| 3  | Bernard Hinault          | Renault-Gitane-Campagnolo | m. t.      |
| 4  | Wladimiro Panizza        | Vibor                     | m. t.      |
| 5  | Alfio Vandi              | Magniflex-Torpado         | m. t.      |
| 6  | Gianbattista Baronchelli | Scic-Bottecchia           | m. t.      |
| 7  | Joop Zoetemelk           | Miko-Mercier-Hutchinson   | m. t.      |
| 8  | Roberto Ceruti           | Mecap-Selle Italia        | m. t.      |
| 9  | Johan De Muynck          | Bianchi-Faema             | + 08       |
| 10 | Michel Pollentier        | Flandria-Velda            | + 3'10     |